# Dois Selos e Um Carimbo
Albums de Deolinda
Canção ao Lado
(2008)
1. Um Contra O Outro
2. Não Tenho Mais Razões
3. Passou por mim e sorriu

Dois Selos e Um Carimbo est le nom du second album  du groupe  portugais Deolinda.

## Liste des pistes
1. Se uma Onda Invertesse a Marcha
2. Um Contra o Outro
3. Não Tenho Mais Razões
4. Passou por Mim e Sorriu
5. Sem Noção
6. A Problemática Colocação de Mastro
7. Ignaras Vedetas
8. Quando Janto em Restaurantes
9. Entre Alvalade e as Portas de Benfica
10. Canção da Tal Guitarra
11. Patinho de Borracha
12. Há Dias que Não São Dias
13. Fado Notário
14. Uma Ilha

## Formation
- Ana Bacalhau (voix),
- Pedro da Silva Martins (composition, textes, guitare classique et chœurs),
- José Pedro Leitão (contrebasse, piano et chœurs),
- Luís José Martins (guitare classique, bandolim, coro e "sinos".